# Поповський Володимир Володимирович
Володи́мир Володи́мирович Попо́вський  (нар. 21 липня 1940, м. Валки, Харківська область, УРСР — пом. 12 березня 2018, м. Харків, Україна) — український науковець у галузі теорії та техніки телекомунікацій, доктор технічних наук, професор Харківського національного університету радіоелектроніки, відмінник освіти України.

## Біографія
Володимир Поповський народився 21 липня 1940 року у місті Валки Харківської області, УРСР.
У 1968 році він закінчив факультет військового радіозв'язку Військової академії зв'язку у місті Ленінград.
Прослужив п'ять років на Тихоокеанському флоті, потім був ад'юнктом, викладачем, а згодом — начальником кафедри Військової академії зв'язку.
У 1978 захистив кандидатську, у 1982 — докторську дисертацію, у 1985 отримав звання професора.
1992 —2018 — завідувач кафедри телекомунікаційних систем (з 2017 — кафедра інфокомунікаційної інженерії) Харківського національного університету радіоелектроніки.
Під його керівництвом захищено понад 60 кандидатських та 14 докторських робіт.
Був членом Експертної ради ВАК та НТР Національної комісії з питань розвитку зв'язку України, головним редактором журналу «Проблеми телекомунікацій», дійсним членом Міжнародної спілки інженерів ІЕЕЕ, Академії прикладної радіоелектроніки та Академії зв'язку України.
Долучився до заснування при кафедрі 4-х філіалів.
Помер 12 березня 2018 року.

## Наукові інтереси
Напрями наукових інтересів:
- теорія систем,
- теорія зв'язку,
- електромагнітна сумісність радіоелектронних засобів,
- просторово-часова обробка сигналів,
- поляризація сигналів,
- адаптивні методи керування та оцінки сигналів,
- сучасні телекомунікаційні технології.

## Творчий доробок
Володимир Поповський є автором 300 наукових праць, серед них 6 монографій, 11 навчально-методичних посібників, 8 підручників.
Здійснював загальну редакцію роботи «Багатоканальний електрозв'язок та телекомунікаційні технології: підручник у 2-х частинах», співавтори Олександр Лемешко, Валерій Лошаков та інші, 2010.

## Нагороди
- грамота Верховної Ради України (2005);
- Відмінник освіти України.